# イオンタウン上里
イオンタウン上里（イオンタウンかみさと）は、埼玉県児玉郡上里町に所在し、イオンタウンが運営を行っているショッピングセンターである。

## 概要
大字金久保地内の国道17号南側、パナソニック電工進出予定地だった場所にイオンによって開発され、2008年（平成20年）8月2日オープンした（同月21日に会社分割に伴いイオンリテールに承継）。
｢毎日を楽しむ笑顔あふれる街」をコンセプトに、ベルク上里SC店を核店舗とし（当初はイオンスーパーセンターを核店舗とする予定だった）、85の専門店で構成されるモール型ショッピングセンターである。バリアフリー新法認定施設に基づく建物で、オストメイト対応トイレや身障者専用駐車場（23台分）を有し、2階モールインフォメーション内には自動体外式除細動器 (AED) が設置されている。
併設予定であった「健美効炉のコロナの湯」は出店見送りとなったが、2009年（平成21年）7月4日に敷地内にラウンドワンが開店した。当初は、2009年初春に開店する予定であった。
当SCは計画段階の事情により、イオンリテールが運営しながらイオンリテールが運営するスーパーマーケットを核店舗に持たないSCであったが、2011年（平成23年）11月21日より、イオンショッピングセンターのブランド統一により、当SCはイオンリテール株式会社からイオンタウン株式会社に移管され、イオンタウン上里に改称された。
上里には、すでにネイバーフッド型（近接型）のショッピングモールウニクス上里（核店舗はヤオコー）が存在しており競合関係にある。
また、過去にイオン系列の店舗として、ジャスコ神保原駅前店が存在していたが2006年（平成18年）4月20日に閉店し、店舗跡にはトライアル神保原店が出店していたが2018年に移転により閉店した。

## 沿革
- 2008年（平成20年）8月2日 - 開業[1]。
- 2011年（平成23年）11月21日 - SC名をイオン上里ショッピングセンターからイオンタウン上里に改称。
- 2023年（令和5年）8月31日 - 核店舗のベルク上里SC店が撤退。後継店は同じイオングループのカスミが同年12月9日に出店する予定。

## 主なテナント
出店テナントの詳細は公式サイト「フロアガイド」を参照。